# Promops centralis
Grand Promope
Espèce
Statut de conservation UICN

 LC  : Préoccupation mineure
Répartition géographique
Promops centralis, le Grand Promope, est une espèce sud-américaine de chauves-souris de la famille des Molossidae.

## Description
Promops centralis a une longueur de la tête et du corps entre 56 et 88 mm, la longueur de l'avant-bras entre 51 et 57 mm, la longueur de la queue entre 45 et 62 mm, la longueur du pied entre 10 et 13 mm, la longueur des oreilles entre 14 et 16 mm et un poids allant jusqu'à 25 g.
La fourrure est de longueur moyenne, dense et veloutée et s'étend le long du bord dorsal interne de l'avant-bras. Les parties dorsales sont brun foncé, brun rougeâtre ou noirâtre avec une base de poils claire, tandis que les parties ventrales sont brun grisâtre foncé. Le museau est court, étroit, surélevé, avec les narines situées à l'extrémité et s'ouvrant frontalement. La lèvre supérieure est exempte de plis cutanés, tandis qu'il y a des touffes de poils au-dessus de la bouche. Les oreilles sont courtes, triangulaires avec une extrémité arrondie et jointes à l'avant à la base, où se trouve une crête de poils longs. Le tragus est petit et caché derrière l'antitragus, qui est grand, rond et comprimé à la base. Les membranes des ailes sont longues et étroites. La queue est longue, trapue et s'étend environ à moitié au-delà de la membrane interfémorale.
Le caryotype est 2n=48 FNa=58.

## Répartition
Promops centralis est présente du sud-ouest du Mexique au nord-est de l'Argentine, à l'exception d'une grande partie du bassin amazonien brésilien. Elle est également présente sur l'île de Trinidad.
Elle vit dans les forêts tropicales sèches de feuillus et sempervirentes, les forêts de pins, les forêts de chênes, les villes et les plaines jusqu'à 1 800 m d'altitude.

## Taxonomie
Promops centralis est décrite comme une nouvelle espèce en 1915 par le zoologiste britannique Oldfield Thomas. L'holotype fut collecté par George F. Gaumer et présenté à Thomas par Osbert Salvin.

### Liste des sous-espèces
- P.c.centralis : États mexicains de Jalisco et de la Péninsule du Yucatán[3] en passant par le Guatemala jusqu'à l'ouest du Honduras et du Nicaragua et Panama, Colombie, Venezuela, Nord de la Guyana, du Suriname et de la Guyane , état brésilien du Pará. Elle est également présente sur l'Île de Trinidad.
- P.c.davisoni (Thomas, 1921) : ouest de l'Équateur, nord-ouest du Pérou ;
- P.c.occultus (Thomas, 1915) : est de l'Équateur et du Pérou, États brésiliens d'Acre et Mato Grosso do Sul, centre de la Bolivie, est du Paraguay, nord-est de l'Argentine.

## Comportement

### Habitation
Promops centralis se réfugie en petits groupes allant jusqu'à 6 individus sous les frondes des palmiers, dans les cavités des arbres et sous les écorces exfoliées. Ses appels de recherche ont une durée moyenne de 20,6 ms, avec une fréquence de départ de 23,0 kHz, une fréquence de fin de 25,6 kHz et une fréquence de pointe de 24,7 kHz.

### Alimentation
Elle se nourrit d'insectes dans des espaces ouverts.

### Reproduction
Des femelles en lactation furent capturées en avril (Trinidad), août (Suriname), novembre et décembre (sud du Brésil).